# Mesocyon
Genre
Mesocyon (qui signifie chien du milieu ou chien moyen) est un genre fossile de canidés de la sous-famille éteinte des Hesperocyoninae. Mesocyon est originaire d'Amérique du Nord, où il vivait entre environ 30,3 et 20,3 millions d'années, durant l'Oligocène et le début du Miocène. 

## Taxonomie
Le nom valide complet (avec auteur) de ce taxon est Mesocyon Scott, 1890.

## Description

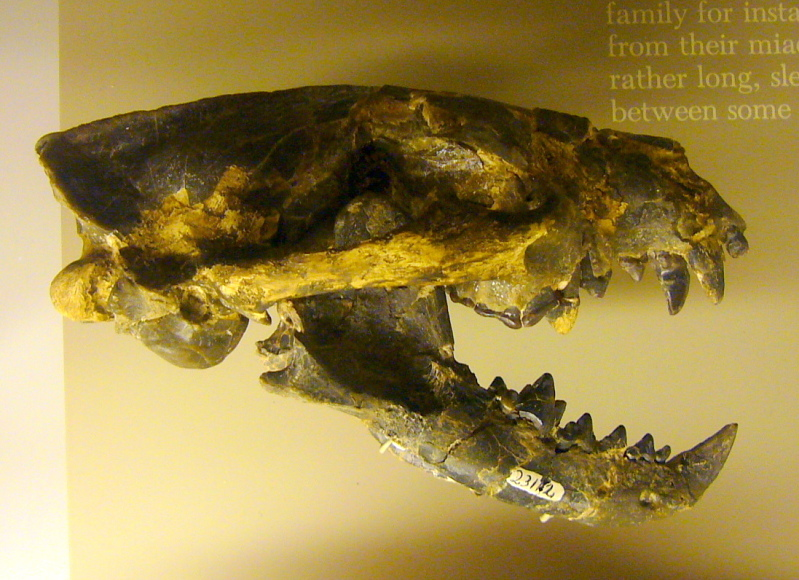
Crâne de Mesocyon.

Mesocyon avait la taille d'un coyote ou d'un gros renard.

## Aire géographique
On trouve ses fossiles dans l'Ouest des États-Unis, en particulier dans les États du Nebraska, de la Californie, de l'Oregon, du Wyoming, du Dakota du Sud et du Colorado,.

## Régime alimentaire
Mesocyon fait partie des premiers canidés à avoir eu un régime alimentaire en grande partie carnivore, et pour le reste omnivore.

## Paléoenvironnement
Mesocyon devait évoluer dans un habitat de forêts sèches, similaire à celui que l'on trouve actuellement dans l'Est de l'Australie. Parmi ses proies on peut citer Miohippus (famille des équidés). Il devait également côtoyer d'autres prédateurs, comme Cynodesmus, Hoplophoneus et Nimravus, et de grands animaux, comme Dolichorhinus, Merycoidodon culbertsoni, Leptauchenia ou Promerycochoerus.

## Liste des espèces
Selon Paleobiology Database (30 août 2024) :
- † Mesocyon brachyops Merriam, 1906
- † Mesocyon coryphaeus (Cope, 1879)
- † Mesocyon temnodon (Wortman & Matthew, 1899)